# Ottavio Barbieri
Ottavio Barbieri (Genova, 30 aprile 1899 – Genova, 28 dicembre 1949) è stato un calciatore e allenatore di calcio italiano.

## Carriera

### Giocatore
Barbieri esordì nel Genoa nel 1919, nei giorni del rientro dei militari dal fronte della prima guerra mondiale. Secondo la testimonianza del figlio, Ottavio figurava nelle riserve del Genoa, che aveva organizzato una partita amichevole con una squadra amatoriale di militari inglesi, preceduta da un'altra partita, tra le riserve e la formazione dell'Artiglieria da Fortezza.
Al termine della prima partita, l'allora allenatore rossoblù Enrico Pasteur si recò negli spogliatoi, dove le due squadre si stavano rivestendo, e chiese a Ottavio se se la sentisse di giocare anche nella partita successiva, causa la mancanza di un difensore; Ottavio accettò e la sua prestazione impressionò talmente l'allenatore da permettergli di guadagnarsi il posto da titolare nel Genoa per la stagione seguente. Con il Genoa, passato sotto la guida di William Garbutt, esordì ufficialmente il 26 ottobre 1919 nella vittoria esterna per otto a zero contro il Giovani Calciatori Grifone.
Tra le file del Genoa Barbieri vinse lo Scudetto nelle stagioni 1922-23 e 1923-24, concludendo la sua militanza con i genovesi nel 1932. Prima di incominciare la carriera come allenatore, passò alla Sampierdarenese, collezionando tre presenze in Serie B.

### Allenatore

Barbieri nel 1934-35

Nel 1933-1934 Barbieri divenne tecnico della giovane società L'Aquila e al primo tentativo vinse il girone G del campionato di 1ª Divisione, superando poi agli spareggi Andrea Doria, Falck e Pro Gorizia e conquistando la promozione in Serie B. Nella Prima Divisione 1934-1935 retrocedette alla guida del Rapallo Ruentes, mentre la stagione seguente, nella neonata serie C, ottenne il quinto posto del girone C con la Virtus Entella. Successivamente alla guida dell'Atalanta ottenne il secondo posto della Serie B 1936-1937, conquistando la promozione in massima serie.
Ottavio tornò al Genova come vice allenatore di Garbutt. In questo ruolo si distinse per l'ideazione del cosiddetto sistema, una particolare disposizione tattica della squadra utilizzata, ad esempio, anche dal Grande Torino; dal sistema Ottavio derivò in seguito il mezzosistema, con il quale conquistò il Campionato Alta Italia 1944 con la squadra dei Vigili del Fuoco Spezia, riconosciuto come titolo onorifico solo nel 2002. Precedentemente, nella Serie C 1941-1942, aveva ottenuto il sesto posto del girone D con il Rapallo Ruentes.
Guidò, nel primo campionato del Dopoguerra la Sampierdarenese, venendo sollevato dall'incarico a stagione in corso. Sempre nel 1946 ritornò alla guida del Genoa, che era rimasto senza allenatore dopo l'allontanamento di József Viola. Con i rossoblù, con cui esordì il 17 marzo nel derby contro l'Andrea Doria vinto per una rete a zero, si piazzò al terz'ultimo posto della Serie A Alta Italia ma raggiunse le semifinali della Coppa Alta Italia.
Tornato allo Spezia, ottenne un terzo posto nella Serie B 1946-1947 ed un quarto in quella successiva. In seguito guidò nella Serie B 1948-1949 il Seregno, che retrocedette in terza serie, ed infine la Lucchese, nuovamente in Serie A, che però dovette abbandonare nel dicembre 1949 per i sintomi della malattia che lo portò rapidamente alla morte all'età di 50 anni.

## Coppa Barbieri
Sulla falsariga del torneo organizzato dalla Sampdoria per il suo defunto giocatore Luigi Cassano, la Coppa Cassano, il Genoa organizzò dal 1953 la Coppa Barbieri. La competizione amichevole consisteva, similmente alla Cassano, in una sfida con i concittadini della Sampdoria: la prima edizione fu vinta dal Genoa per 3-2, mentre la seconda, tenutasi l'anno seguente, si concluse con un pareggio per 2-2. Il torneo non fu più organizzato a causa di divergenze organizzative tra i due sodalizi e definitivamente assegnata ai rossoblù.

## Statistiche

### Presenze e reti nei club
| Stagione          | Squadra           | Campionato   | Campionato | Campionato |
| Stagione          | Squadra           | Comp         | Pres       | Reti       |
| ----------------- | ----------------- | ------------ | ---------- | ---------- |
| 1919-1920         | Genoa             | 1ª Cat       | 14         | 1          |
| 1920-1921         | Genoa             | 1ª Cat       | 20         | 0          |
| 1921-1922         | Genoa             | 1ª Cat       | 23         | 0          |
| 1922-1923         | Genoa             | 1ª Div       | 25         | 1          |
| 1923-1924         | Genoa             | 1ª Div       | 25         | 0          |
| 1924-1925         | Genoa             | 1ª Div       | 26         | 1          |
| 1925-1926         | Genoa             | 1ª Div       | 17         | 5          |
| 1926-1927         | Genoa             | DN+CI        | 27         | 1          |
| 1927-1928         | Genoa             | DN           | 32         | 1          |
| 1928-1929         | Genoa             | DN           | 29         | 1          |
| 1929-1930         | Genoa             | A            | 31         | 0          |
| 1930-1931         | Genoa             | A            | 22         | 0          |
| 1931-1932         | Genoa             | A            | 10         | 0          |
| Totale Genoa      | Totale Genoa      | Totale Genoa | 301        | 11         |
| 1932-1933         | Sampierdarenese   | B            | 3          | 0          |
| Totale Campionato | Totale Campionato |              | 304        | 11         |

### Carriera da allenatore
| Stagione        | Squadra         | Campionato | Campionato | Campionato | Campionato | Campionato | Vittorie |
| Stagione        | Squadra         | Comp       | G          | V          | N          | P          | Vittorie |
| --------------- | --------------- | ---------- | ---------- | ---------- | ---------- | ---------- | -------- |
| 1933-1934       | Aquila          | C          | 32         | 17         | 10         | 5          | 53,13    |
| 1934-1935       | Rapallo Ruentes | C          | 26         | 11         | 8          | 7          | 42,31    |
| 1935-1936       | Entella         | C          | 28         | 10         | 12         | 6          | 35,71    |
| 1936-1937       | Atalanta        | B          | 30         | 14         | 11         | 5          | 46,67    |
| 1937-1938       | Atalanta        | A          | 30         | 4          | 8          | 18         | 13,33    |
| 1940-1941       | Genoa           | A          | 30         | 10         | 9          | 11         | 33,33    |
| 1941-1942       | Rapallo Ruentes | A          | 30         | 15         | 5          | 10         | 50,00    |
| 1942-1943       | Spezia          | B          | 32         | 12         | 11         | 9          | 37,50    |
| 1943-1944       | Spezia          | DN         | 18         | 13         | 5          | 0          | 72,22    |
| 1946-1947       | Spezia          | B          | 42         | 18         | 12         | 12         | 42,86    |
| 1947-1948       | Spezia          | B          | 12         | 5          | 2          | 5          | 41,67    |
| Totale carriera | Totale carriera |            | 310        | 129        | 93         | 88         | 41,61    |

### Cronologia presenze e reti in Nazionale
| Cronologia completa delle presenze e delle reti in nazionale ― Italia | Cronologia completa delle presenze e delle reti in nazionale ― Italia | Cronologia completa delle presenze e delle reti in nazionale ― Italia | Cronologia completa delle presenze e delle reti in nazionale ― Italia | Cronologia completa delle presenze e delle reti in nazionale ― Italia | Cronologia completa delle presenze e delle reti in nazionale ― Italia | Cronologia completa delle presenze e delle reti in nazionale ― Italia | Cronologia completa delle presenze e delle reti in nazionale ― Italia |
| Data                                                                  | Città                                                                 | In casa                                                               | Risultato                                                             | Ospiti                                                                | Competizione                                                          | Reti                                                                  | Note                                                                  |
| --------------------------------------------------------------------- | --------------------------------------------------------------------- | --------------------------------------------------------------------- | --------------------------------------------------------------------- | --------------------------------------------------------------------- | --------------------------------------------------------------------- | --------------------------------------------------------------------- | --------------------------------------------------------------------- |
| 05/05/1921                                                            | Anversa                                                               | Belgio                                                                | 2 – 3                                                                 | Italia                                                                | Amichevole                                                            | -                                                                     |                                                                       |
| 08/05/1921                                                            | Amsterdam                                                             | Paesi Bassi                                                           | 2 – 2                                                                 | Italia                                                                | Amichevole                                                            | -                                                                     |                                                                       |
| 15/01/1922                                                            | Milano                                                                | Italia                                                                | 3 – 3                                                                 | Austria                                                               | Amichevole                                                            | -                                                                     |                                                                       |
| 26/02/1922                                                            | Torino                                                                | Italia                                                                | 1 – 1                                                                 | Cecoslovacchia                                                        | Amichevole                                                            | -                                                                     |                                                                       |
| 21/05/1922                                                            | Milano                                                                | Italia                                                                | 4 – 2                                                                 | Belgio                                                                | Amichevole                                                            | -                                                                     |                                                                       |
| 03/12/1922                                                            | Bologna                                                               | Italia                                                                | 2 – 2                                                                 | Svizzera                                                              | Amichevole                                                            | -                                                                     |                                                                       |
| 01/01/1923                                                            | Milano                                                                | Italia                                                                | 3 – 1                                                                 | Germania                                                              | Amichevole                                                            | -                                                                     |                                                                       |
| 04/03/1923                                                            | Genova                                                                | Italia                                                                | 0 – 0                                                                 | Ungheria                                                              | Amichevole                                                            | -                                                                     |                                                                       |
| 15/04/1923                                                            | Vienna                                                                | Austria                                                               | 0 – 0                                                                 | Italia                                                                | Amichevole                                                            | -                                                                     |                                                                       |
| 20/01/1924                                                            | Genova                                                                | Italia                                                                | 0 – 4                                                                 | Austria                                                               | Amichevole                                                            | -                                                                     |                                                                       |
| 09/03/1924                                                            | Milano                                                                | Italia                                                                | 0 – 0                                                                 | Spagna                                                                | Amichevole                                                            | -                                                                     |                                                                       |
| 25/05/1924                                                            | Parigi                                                                | Italia                                                                | 1 – 0                                                                 | Spagna                                                                | Olimpiadi 1924 - Fase eliminatoria                                    | -                                                                     |                                                                       |
| 29/05/1924                                                            | Parigi                                                                | Lussemburgo                                                           | 0 – 2                                                                 | Italia                                                                | Olimpiadi 1924 - Ottavi di finale                                     | -                                                                     |                                                                       |
| 02/06/1924                                                            | Parigi                                                                | Svizzera                                                              | 2 – 1                                                                 | Italia                                                                | Olimpiadi 1924 - Quarti di finale                                     | -                                                                     |                                                                       |
| 16/11/1924                                                            | Milano                                                                | Italia                                                                | 2 – 2                                                                 | Svezia                                                                | Amichevole                                                            | -                                                                     |                                                                       |
| 23/11/1924                                                            | Duisburg                                                              | Germania                                                              | 0 – 1                                                                 | Italia                                                                | Amichevole                                                            | -                                                                     |                                                                       |
| 22/03/1925                                                            | Torino                                                                | Italia                                                                | 7 – 0                                                                 | Francia                                                               | Amichevole                                                            | -                                                                     | 90’                                                                   |
| 18/07/1926                                                            | Stoccolma                                                             | Svezia                                                                | 5 – 3                                                                 | Italia                                                                | Amichevole                                                            | -                                                                     |                                                                       |
| 20/02/1927                                                            | Milano                                                                | Italia                                                                | 2 – 2                                                                 | Cecoslovacchia                                                        | Amichevole                                                            | -                                                                     |                                                                       |
| 17/04/1927                                                            | Torino                                                                | Italia                                                                | 3 – 1                                                                 | Portogallo                                                            | Amichevole                                                            | -                                                                     | 46’                                                                   |
| 02/03/1930                                                            | Francoforte sul Meno                                                  | Germania                                                              | 0 – 2                                                                 | Italia                                                                | Amichevole                                                            | -                                                                     |                                                                       |
| Totale                                                                |                                                                       | Presenze                                                              | 21                                                                    |                                                                       | Reti                                                                  | 0                                                                     |                                                                       |

## Palmarès

### Giocatore
- Campionato italiano: 2

Genoa: 1922-1923, 1923-1924

### Allenatore
- Prima Divisione: 1

L'Aquila: 1933-34
- Campionato Alta Italia: 1

VV.FF. Spezia: 1944